# Norbert Gyömbér
Norbert Gyömbér (Revúca, 3 juli 1992) is een Slowaaks voetballer die bij voorkeur als centrale verdediger speelt. Hij verruilde in 2013 Bystrica voor Catania. Dat verhuurde hem in augustus 2015 voor een jaar aan AS Roma, dat daarbij een optie tot koop bedong.

## Clubcarrière
Gyömber speelde in de jeugd bij MFK Revúca en Bystrica. Hij debuteerde hiervoor op 1 oktober 2011 in het eerste elftal, in de Corgoň liga tegen MFK Ružomberok. In januari 2013 bereikte hij een overeenkomst met Catania, waar hij zich een half jaar later daadwerkelijk bij aansloot. Hij tekende een vierjarig contract bij de Siciliaanse club. Gyömber degradeerde na afloop van het seizoen 2013/14 met de club uit de Serie A.
Catania verhuurde Gyömbér in augustus 2015 voor een jaar aan AS Roma, de nummer twee van de Serie A in het voorgaande seizoen. Dat bedong daarbij een optie tot koop.

## Interlandcarrière
Op 5 maart 2014 debuteerde Gyömber voor het Slowaaks nationaal elftal in de vriendschappelijke interland tegen Israël. Hij speelde de volledige eerste helft. Met Slowakije nam Gyömbér deel aan het Europees kampioenschap voetbal 2016 in Frankrijk. Slowakije werd in de achtste finale uitgeschakeld door Duitsland (0–3). Gyömbér werd op 7 juni 2024 door bondscoach Francesco Calzona opgenomen in de Slowaakse selectie voor het EK 2024 in Duitsland. Slowakije eindigde als derde in een groep met Roemenië, België en Oekraïne, waarna het in de achtste finales na een verlenging met 2–1 verloor van Engeland. Gyömbér kwam op het toernooi als invaller in actie tegen Roemenië en Engeland.

## Clubstatistieken
| Seizoen                      | Club                         |                              | Competitie                   | Competitie | Competitie | Beker | Beker | Internationaal | Internationaal | Overig | Overig | Totaal | Totaal |
| Seizoen                      | Club                         | Wed.                         | Competitie                   | Dlp.       | Wed.       | Dlp.  | Wed.  | Dlp.           | Wed.           | Dlp.   | Wed.   | Dlp.   |        |
| ---------------------------- | ---------------------------- | ---------------------------- | ---------------------------- | ---------- | ---------- | ----- | ----- | -------------- | -------------- | ------ | ------ | ------ | ------ |
| 2011/12                      | Dukla Banská Bystrica        | Vlag van Slowakije           | Fortuna Liga                 | 18         | 0          | 3     | 0     | -              | -              | -      | -      | 21     | 0      |
| 2012/13                      | Dukla Banská Bystrica        | Vlag van Slowakije           | Fortuna Liga                 | 26         | 0          | 3     | 0     | -              | -              | -      | -      | 29     | 0      |
| Totaal Dukla Banská Bystrica | Totaal Dukla Banská Bystrica | Totaal Dukla Banská Bystrica | Totaal Dukla Banská Bystrica | 44         | 0          | 6     | 0     | -              | -              | -      | -      | 50     | 0      |
| 2013/14                      | Catania                      | Vlag van Italië              | Serie A                      | 18         | 1          | 1     | 0     | -              | -              | -      | -      | 19     | 1      |
| 2014/15                      | Catania                      | Vlag van Italië              | Serie B                      | 8          | 0          | 1     | 0     | -              | -              | -      | -      | 9      | 0      |
| Totaal Catania               | Totaal Catania               | Totaal Catania               | Totaal Catania               | 26         | 1          | 2     | 0     | -              | -              | -      | -      | 28     | 1      |
| 2015/16                      | → AS Roma                    | Vlag van Italië              | Serie A                      | 3          | 0          | 1     | 0     | 0              | 0              | -      | -      | 4      | 0      |
| Totaal AS Roma               | Totaal AS Roma               | Totaal AS Roma               | Totaal AS Roma               | 3          | 0          | 1     | 0     | 0              | 0              | -      | -      | 4      | 0      |
| Totaal                       | Totaal                       | Totaal                       | Totaal                       | 73         | 1          | 9     | 0     | 0              | 0              | -      | -      | 82     | 1      |

Bijgewerkt op 8 december 2015.